# Gheorghe Constantin
Gheorghe Constantin (né le 14 décembre 1932 à Bucarest en Roumanie et mort le 9 mars 2010 dans la même ville), était un joueur et entraîneur de football roumain.

## Biographie

### En club

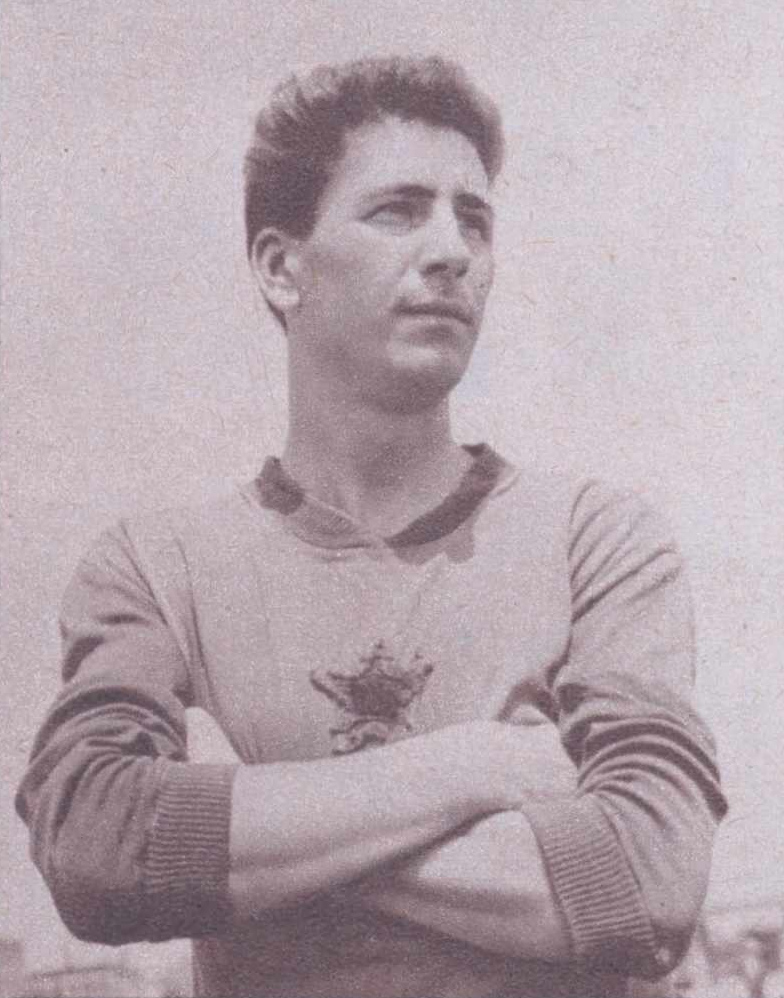
Constantin avec le Steaua en 1963

Gheorghe Constantin joue principalement en faveur du Steaua Bucarest, club où il évolue pendant 16 saisons. Il remporte avec le Steaua quatre titres de champion de Roumanie, et également quatre Coupes de Roumanie.
Buteur prolifique, il marque 20 buts dans le championnat de Roumanie lors de la saison 1959-1960, puis 22 buts lors de la saison 1960-1961, et 24 buts en 1961-1962.
Au sein des compétitions européennes, il joue sept matchs en Coupe d'Europe des clubs champions (deux buts), et onze en Coupe des coupes (trois buts).

### En équipe nationale

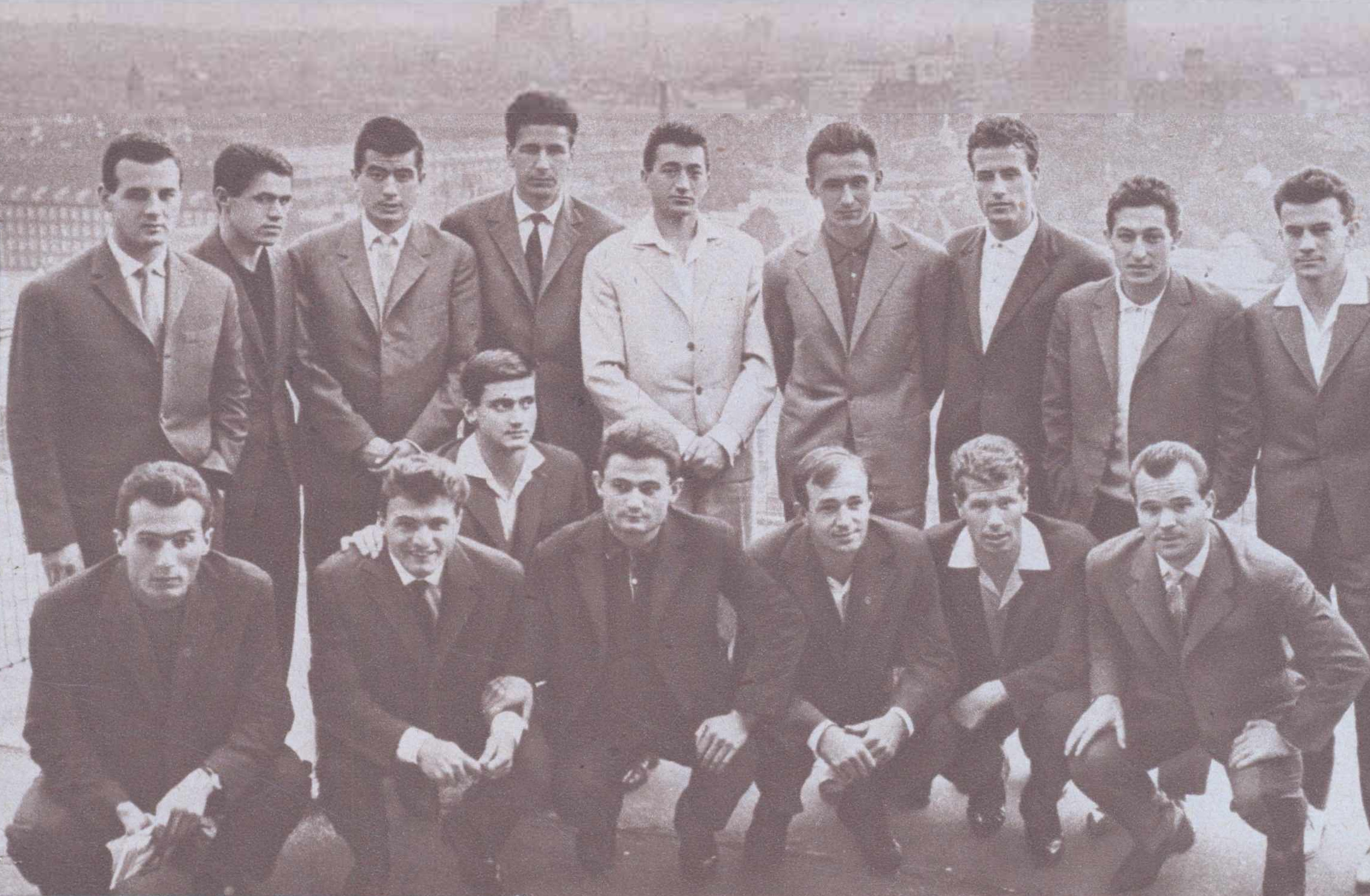
L’équipe olympique de Roumanie en 1963.

Gheorghe Constantin reçoit 39 sélections en équipe de Roumanie entre 1956 et 1967, inscrivant 12 buts.
Il joue son premier match en équipe nationale le 22 avril 1956, en amical contre la Yougoslavie (victoire 0-1 à Belgrade). Il inscrit son premier but le 14 septembre 1958, en amical contre l'Allemagne de l'Est (défaite 3-2 à Leipzig). Il inscrit son seul doublé le 8 octobre 1961, en amical contre la Turquie (victoire 4-0 à Ankara).
Il participe avec la sélection olympique aux Jeux olympiques d'été de 1964 organisés à Tokyo. Lors du tournoi olympique, il marque un but contre la Yougoslavie. La Roumanie atteint les quarts de finale du tournoi olympique. 
A 16 reprises, il officie comme capitaine de la sélection roumaine. Il joue son dernier match le 6 décembre 1967, contre la RDA, avec pour résultat une défaite 0-1 à Bucarest.

### Carrière d'entraîneur
Après avoir raccroché les crampons, il entraîne de nombreux clubs, principalement en Roumanie.

## Palmarès

### Joueur
- Champion de Roumanie en 1956, 1960, 1961 et 1968 avec le Steaua Bucarest
- Vice-champion de Roumanie en 1954, 1958 et 1963 avec le Steaua Bucarest
- Vainqueur de la Coupe de Roumanie en 1955, 1962, 1966 et 1967 avec le Steaua Bucarest
- Finaliste de la Coupe de Roumanie en 1964 avec le Steaua Bucarest
- Meilleur buteur du championnat de Roumanie en 1960, 1961 et 1962

### Entraîneur
- Vainqueur de la Coupe de Roumanie en 1979 avec le Steaua Bucarest
- Vice-champion de Roumanie en 1980 avec le Steaua Bucarest
- Champion de Roumanie de Division 2 en 1982 avec le Politehnica Iași